# Picus erythropygius
El pito cabecinegro (Picus erythropygius) es una especie de ave de la familia Picidae.

## Hábitat y distribución
Su hábitat natural son los bosques templados y los bosques húmedos a baja altitud. Puede encontrarse en Camboya, Laos, Birmania, Tailandia y Vietnam. Aunque su población no ha sido cuantificada, se sospecha que es una especie poco común.

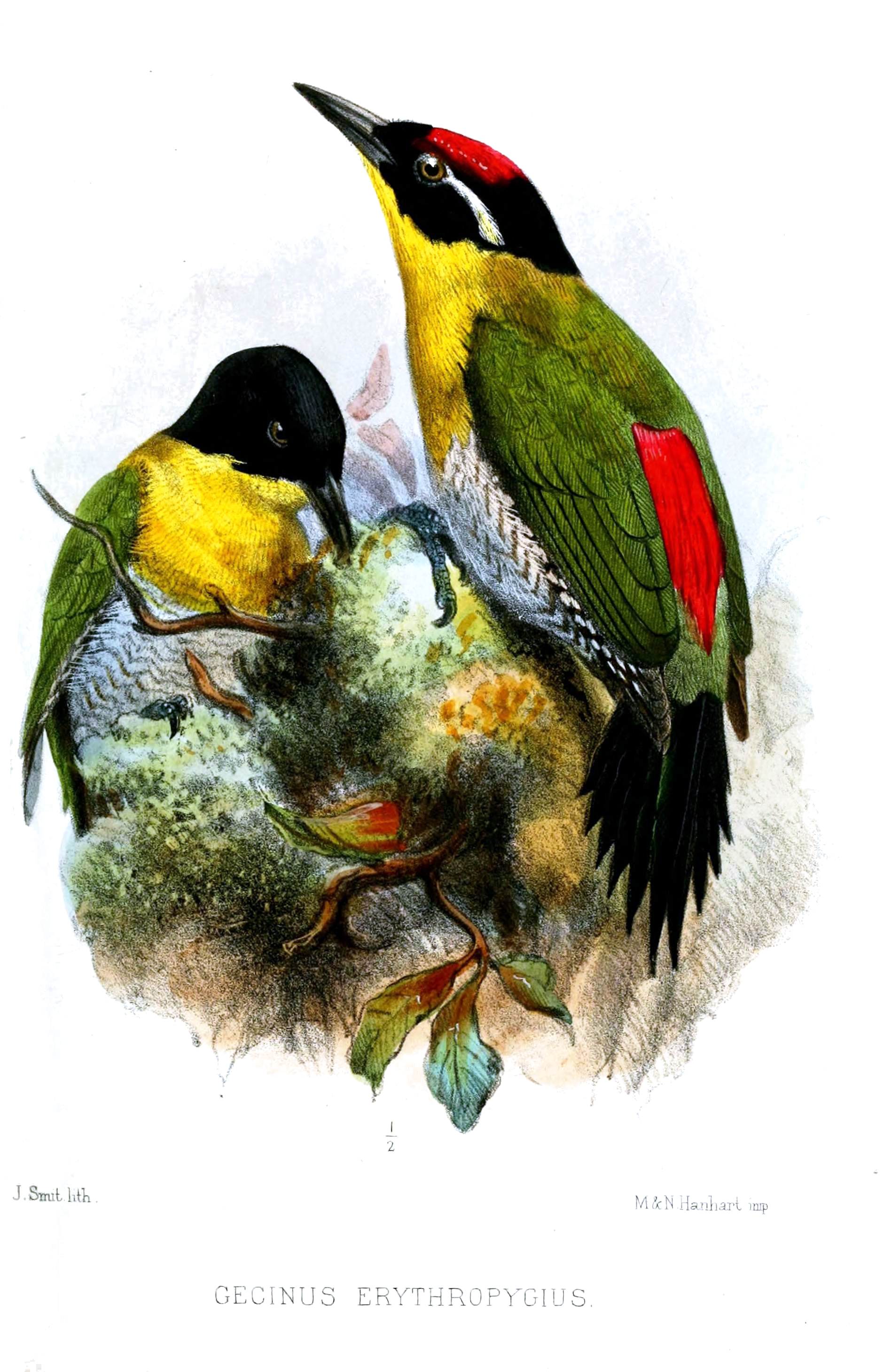
Macho y hembra